# Cattleya lawrenceana
La Cattleya lawrenceana es una especie de orquídea epifita  que pertenece al género de las Cattleya.  

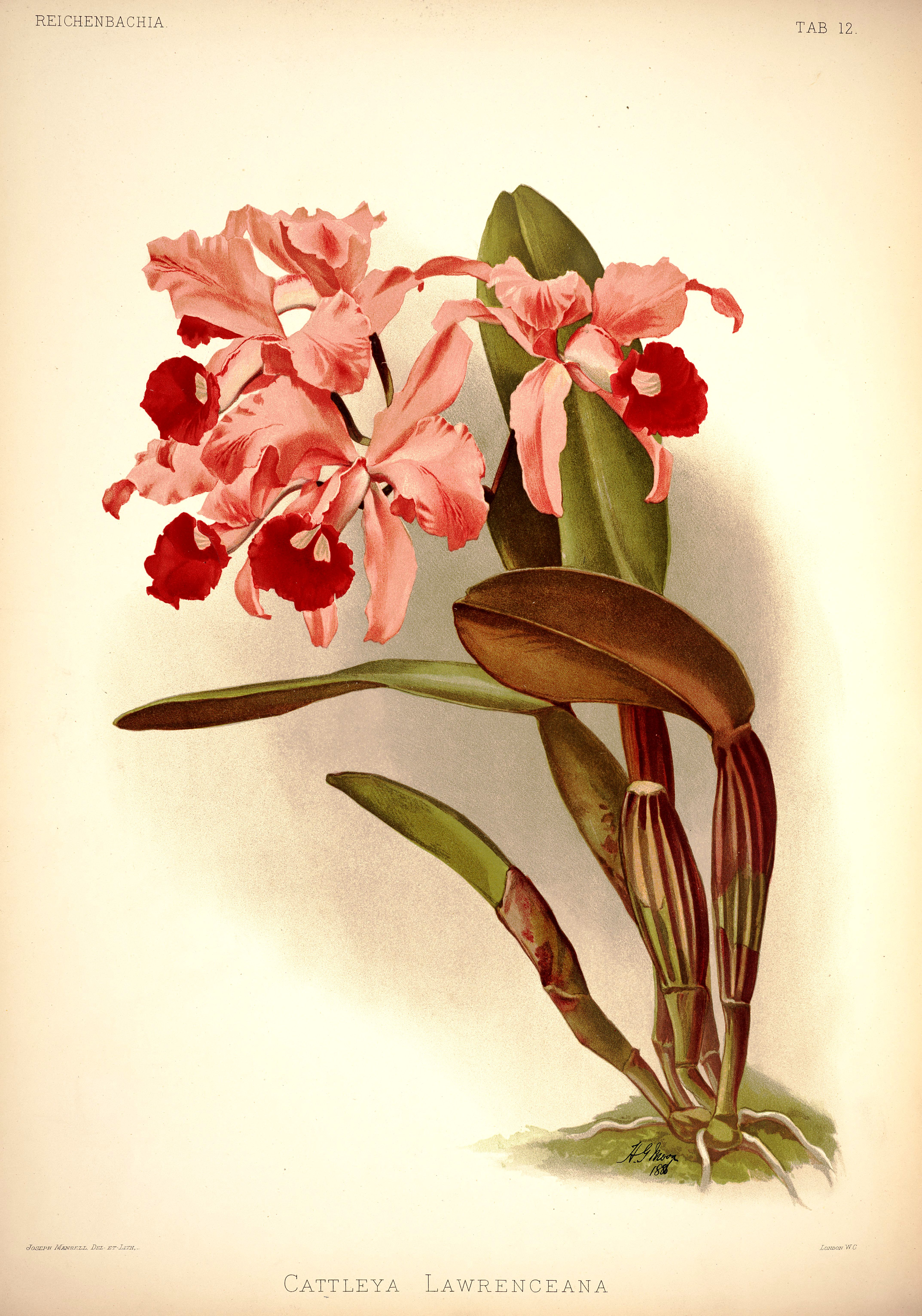
Ilustración

## Descripción
Es una orquídea de tamaño medio, con hábitos de epifita y pseudobulbos surcados, comprimidos, verde a rojo verdes subtendidos por varias vainas blancas persistentes y llevando una sola hoja, apical, oblongo-ligulada, gruesa, rígida, obtusa, verde con manchas foliares de color púrpura. Florece en la primavera y principios del verano en una inflorescencia terminal generalmente erecta de 10 cm de largo,  racemosa, con 5-8 flores cubiertas por una amplia espata de color marrón-púrpura.

## Distribución
Se encuentra en Venezuela y Guyana  especialmente la cima del Monte Roraima en elevaciones alrededor de 250 a 1200 metros. 

## Taxonomía
Cattleya lawrenceana fue descrita por Heinrich Gustav Reichenbach  y publicado en The Gardeners' Chronicle & Agricultural Gazette 23: 338. 1885.
Etimología
Cattleya: nombre genérico otorgado en honor de William Cattley orquideólogo aficionado inglés,
lawrenceana: epíteto otorgado por el botánico Arthur Francis George Kerr.
Sinonimia
- Cattleya lawrenceana var. concolor Rchb.f.
- Cattleya lawrenceana var. rosea-superba A.H.Kent[5][6]